# 黄省三
黄省三（1882年—1965年），名思省，男，广东番禺人，中国中医学家，曾任第二、三、四届全国政协委员。